# Rallye Sardinien 2006
Die 3. Rallye Sardinien war der 7. Lauf zur FIA-Rallye-Weltmeisterschaft 2006. Sie dauerte vom 19. bis zum 21. Mai und es waren insgesamt 18 Wertungsprüfungen (WP) zu fahren.

## Klassifikationen

### Endergebnis
| WRC     |                   |                   |                        |           |                |    |
| 01      | Sébastien Loeb    | Daniel Elena      | Citroën Xsara WRC      | 3:54:18.9 | 00:00.0 0:00.0 | 10 |
| 02      | Mikko Hirvonen    | Jarmo Lehtinen    | Ford Focus RS WRC      | 3:57:00.3 | 02:41.4 2:41.4 | 8  |
| 03      | Dani Sordo        | Marc Martí        | Citroën Xsara WRC      | 3:57:46.6 | 03:27.7 0:46.3 | 6  |
| 04      | Xevi Pons         | Carlos del Barrio | Citroën Xsara WRC      | 3:59:47.2 | 05:28.3 2:00.6 | 5  |
| 05      | Jussi Välimäki    | Jarkko Kalliolepo | Mitsubishi Lancer WRC  | 4:01:27.7 | 07:08.8 1:40.5 | 4  |
| 06      | Kristian Sohlberg | Tomi Tuominen     | Subaru Impreza S11 WRC | 4:01:55.8 | 07:36.9 0:28.1 | 3  |
| 07      | Manfred Stohl     | Ilka Minor        | Peugeot 307 WRC        | 4:02:37.3 | 08:18.4 0:41.5 | 2  |
| 08      | François Duval    | Patrick Pivato    | Škoda Fabia WRC        | 4:04:04.7 | 09:45.8 1:27.4 | 1  |
| 09      | Petter Solberg    | Phil Mills        | Subaru Impreza S12 WRC | 4:04:38.8 | 10:19.9 0:34.1 | 0  |
| 10      | Chris Atkinson    | Glenn Macneall    | Subaru Impreza S12 WRC | 4:05:22.5 | 11:03.6 0:43.7 | 0  |
| JWRC    |                   |                   |                        |           |                |    |
| 01 (15) | Patrick Sandell   | Emil Axelsson     | Renault Clio S1600     | 4:26:25.2 | 0:00.0 00:00.0 | 10 |
| 02 (16) | Conrad Rautenbach | David Senior      | Renault Clio S1600     | 4:31:33.6 | 5:08.4 05:08.4 | 8  |
| 03 (18) | Urmo Aava         | Kuldar Sikk       | Suzuki Swift S1600     | 4:32:02.0 | 5:36.8 00:28.4 | 6  |

Insgesamt wurden 60 von 79 gemeldeten Fahrzeugen klassiert.

### Wertungsprüfungen
| Tag                               | WP                                | Name        | Länge    | Start MESZ      | Gewinner        | Co-Pilot               | Auto              | Zeit           | Leader          |
| Tag 1 19. Mai                     |                                   |             |          |                 |                 |                        |                   |                |                 |
| --------------------------------- | --------------------------------- | ----------- | -------- | --------------- | --------------- | ---------------------- | ----------------- | -------------- | --------------- |
| Tag 1 19. Mai                     | WP1                               | Terranova 1 | 24,10 km | 08:46           | Marcus Grönholm | Timo Rautiainen        | Ford Focus RS WRC | 17:06.9        | Marcus Grönholm |
| Tag 1 19. Mai                     | WP2                               | Onanì 1     | 18,46 km | 09:58           | Marcus Grönholm | Timo Rautiainen        | Ford Focus RS WRC | 12:46.0        | Marcus Grönholm |
| Tag 1 19. Mai                     | WP3                               | Siniscola 1 | 22,25 km | 11:10           | Marcus Grönholm | Timo Rautiainen        | Ford Focus RS WRC | 17:29.3        | Marcus Grönholm |
| Tag 1 19. Mai                     | Service Olbia 13:20 Uhr (30 Min.) |             |          |                 |                 |                        |                   |                | Marcus Grönholm |
| Tag 1 19. Mai                     | WP4                               | Terranova 2 | 24,10 km | 14:36           | Sébastien Loeb  | Daniel Elena           | Citroën Xsara WRC | 16:32.4        | Marcus Grönholm |
| Tag 1 19. Mai                     | WP5                               | Onanì 2     | 18,46 km | 15:48           | Sébastien Loeb  | Daniel Elena           | Citroën Xsara WRC | 12:27.4        | Marcus Grönholm |
| Tag 1 19. Mai                     | WP6                               | Siniscola 2 | 18,46 km | 17:00           | Marcus Grönholm | Timo Rautiainen        | Ford Focus RS WRC | 17:12.8        | Marcus Grönholm |
| Tag 1 19. Mai                     | Service Olbia 18:50 Uhr (45 Min.) |             |          |                 |                 |                        |                   |                | Marcus Grönholm |
| Tag 2 20. Mai                     |                                   |             |          |                 |                 |                        |                   |                | Marcus Grönholm |
| Service Olbia 08:00 Uhr (10 Min.) |                                   |             |          |                 |                 |                        |                   |                | Marcus Grönholm |
| WP7                               | Loelle 1                          | 25,20 km    | 09:30    | Marcus Grönholm | Timo Rautiainen | Ford Focus RS WRC      | 15:30.8           |                | Marcus Grönholm |
| WP8                               | Monte Lerno 1                     | 31,20 km    | 10:28    | Sébastien Loeb  | Daniel Elena    | Citroën Xsara WRC      | 20:32.8           | Sébastien Loeb |                 |
| WP9                               | Su Filigosu 1                     | 12,27 km    | 11:13    | Sébastien Loeb  | Daniel Elena    | Citroën Xsara WRC      | 08:17.8           | Sébastien Loeb |                 |
| Service Olbia 12:50 Uhr (30 Min.) |                                   |             |          |                 |                 |                        |                   | Sébastien Loeb |                 |
| WP10                              | Loelle 2                          | 25,20 km    | 14:40    | Petter Solberg  | Phil Mills      | Subaru Impreza S12 WRC | 15:22.3           | Sébastien Loeb |                 |
| WP11                              | Monte Lerno 2                     | 31,20 km    | 15:38    | Sébastien Loeb  | Daniel Elena    | Citroën Xsara WRC      | 20:12.7           | Sébastien Loeb |                 |
| WP12                              | Su Filigosu 2                     | 12,27 km    | 16:23    | Sébastien Loeb  | Daniel Elena    | Citroën Xsara WRC      | 08:06.1           | Sébastien Loeb |                 |
| Service Olbia 17:40 Uhr (45 Min.) |                                   |             |          |                 |                 |                        |                   | Sébastien Loeb |                 |
| Tag 3 21. Mai                     |                                   |             |          |                 |                 |                        |                   | Sébastien Loeb |                 |
| Service Olbia 07:00 Uhr (10 Min.) |                                   |             |          |                 |                 |                        |                   | Sébastien Loeb |                 |
| WP13                              | Giacomo 1                         | 13,46 km    | 07:49    | Petter Solberg  | Phil Mills      | Subaru Impreza S12 WRC | 10:09.3           | Sébastien Loeb |                 |
| WP14                              | La Prugnola 1                     | 09,59 km    | 08:40    | Chris Atkinson  | Glenn Macneal   | Subaru Impreza S12 WRC | 04:56.0           | Sébastien Loeb |                 |
| WP15                              | Campovaglio 1                     | 15,92 km    | 09:17    | Sébastien Loeb  | Daniel Elena    | Citroën Xsara WRC      | 10:53.4           | Sébastien Loeb |                 |
| WP16                              | La Prugnola 2                     | 9,59 km     | 10:48    | Petter Solberg  | Phil Mills      | Subaru Impreza S12 WRC | 04:50.5           | Sébastien Loeb |                 |
| WP17                              | Campovaglio 2                     | 15,92 km    | 11:25    | Sébastien Loeb  | Daniel Elena    | Citroën Xsara WRC      | 10:40.1           | Sébastien Loeb |                 |
| WP18                              | Giacomo 2                         | 13,46 km    | 12:32    | Jan Kopecký     | Filip Schovanek | Škoda Fabia WRC        | 10:09.2           | Sébastien Loeb |                 |
| Service Olbia 13:14 Uhr (20 Min.) |                                   |             |          |                 |                 |                        |                   | Sébastien Loeb |                 |

### Gewinner Wertungsprüfungen
| WP                         | Anzahl | Fahrer          | Auto                   |
| -------------------------- | ------ | --------------- | ---------------------- |
| 4, 5, 8, 9, 11, 12, 15, 17 | 8      | Sébastien Loeb  | Citroën Xsara WRC      |
| 1–3, 6, 7                  | 5      | Marcus Grönholm | Ford Focus RS WRC      |
| 10, 13, 16                 | 3      | Petter Solberg  | Subaru Impreza S12 WRC |
| 14                         | 1      | Chris Atkinson  | Subaru Impreza S12 WRC |
| 18                         | 1      | Jan Kopecký     | Škoda Fabia WRC        |

### Fahrer-WM nach der Rallye
| Pos. | Fahrer          | Punkte |
| ---- | --------------- | ------ |
| 1    | Sébastien Loeb  | 66     |
| 2    | Marcus Grönholm | 35     |
| 3    | Dani Sordo      | 30     |
| 4    | Manfred Stohl   | 20     |
| 5    | Petter Solberg  | 18     |

### Team-Weltmeisterschaft
| Pos. | Team               | Punkte |
| ---- | ------------------ | ------ |
| 1    | Kronos Citroën WRT | 85     |
| 2    | Ford WRT           | 65     |
| 3    | Subaru WRT         | 58     |
| 4    | Peugeot Norway     | 36     |